# Драгослав Јовановић
Драгослав Јовановић (Београд, 4. децембар 1886 — Београд, 16. јул 1939), доктор права, професор Правног факултета и ректор Универзитета у Београду oд 1936. до 1939. године.

## Биографија
Рођен је 4. децембра 1886. године у Београду у чиновничкој породици. Његов отац Богољуб Јовановић (1839—1924), члан Српског Ученог Друштва, био је дуги низ година статистичар и управник Управе државне статистике у Србији. Мајка Емилија (1860—1939) потицала је из учитељске породице Димић, а и сама је до удаје радила као наставница Крагујевачке гимназије. Након основне школе завршио је Прву мушку гимназију, а потом Правни факултет у Београду. Непосредно пред почетак Првог светског рата, током 1913. и 1914. године заједно са Живком Јовановићем је као стипендиста похађао докторске студије на Правном факултету у Паризу. Након почетка рата напустио је Француску и дошао у Србију, где је једно време био тумач у француској војној мисији, али се потом разболео па је током аустроугарске окупације остао у Београду.
После ослобођења земље и стварања Краљевине Срба, Хрвата и Словенаца докторирао је на Правном факултету у Београду. Године 1919. је био постављен за секретара Генералне дирекције државног рачуноводства, а 1920. је постао секретар у кабинету министра финансија. Исте године је постављен и за библиотекара Министарства финансија са рангом инспектора. Године 1921. је постао начелник Генералне дирекције државних дугова. Након неколико година напустио је чиновничку службу и 1923. године је био постављен за ванредног професора јавног права на Правном факултету. Године 1930. је постао редовни професор Универзитета у Београду.
Бавио се научним радом, а главна дела су му била Појам закона и Доношење закона. Појам закона је био и његова докторска теза, коју је одбранио 1923. године пред тадашњим деканом правног факултета Чедомиљем Митровићем, Јевгенијем Спекторским и својим ментором, Слободаном Јовановићем. Био је уредник енциклопедије „Свезнање”. Сарађивао је приликом доношења свих закона, уредби и правилника Универзитета у Београду, као и у њиховим изменама и допунама. Био је један од оснивача и први председник Кредитне задруге универзитетских наставника, а такође је сарађивао и у управи Удружења универзитетских наставника. Био је председник Југословенског професорског друштва и Југословенског учитељског удружења. Био је међу оснивачима Вукове задужбине 1937. године и заменик њеног првог председника Александра Белића, а такође и члан првог надзорног одбора Српског културног клуба.
У време великих политичких сукоба на Београдском универзитету, у којима је страдао студент Жарко Мариновић, свега пар дана након трагедије одлуком Универзитетског већа је 28. априла 1936. године био изабран за ректора Универзитета. Иако је био велики правни стручњак и угледни професор, његов избор за ректора био је првенствено јер није припадао ниједној политичкој партији и био је помирљивог духа који му је помогао да унесе потребни мир између разних студентских група и власти Универзитета. Због свог слободоумног и демократског понашања, али и попустљивости према револуционарном студентском покрету, називан је „црвени ректор”.
Био је ожењен Милицом рођ. Стајић, са којом је имао троје деце, синове Богољуба, Десимира и кћерку Милу. Син Богољуб био је сликар.
Умро је 16. јула 1939. године у Београду и сахрањен је на Новом гробљу.
За своје учешће у Првом светском рату био је одликован чехословачким Орденом белог лава трећег реда и, пред сaму смрт, француском Легијом части трећег реда.
У знак сећања на њега, једна улица у центру Београда, која спаја улицу Краља Милана и Трг Николе Пашића, носи његово име.

## Дела
- Јовановић, Драгослав (1923). Појам закона (PDF). Београд: Геца Кон. Архивирано из оригинала (PDF) 05. 01. 2018. г. Приступљено 04. 01. 2018.
- Јовановић, Драгослав (1923). Доношење закона (PDF). Београд: Геца Кон. Архивирано из оригинала (PDF) 05. 01. 2018. г. Приступљено 04. 01. 2018.

уз стручне доприносе у енциклопедијама, зборницима, часописима, законским текстовима, итд.